# Az Amerikai Konföderációs Államok második kongresszusa
Az Amerikai Konföderációs Államok második kongresszusa 1864. február 18. és 1865. március 18. között volt hivatalban. A kongresszus mandátuma 1866. február 17-én járt volna le, de a Konföderáció bukásával a hivatal megszűnt. Üléseit Richmondban, Virginia államban tartotta.

## Ülésszakok
Az ideiglenes kongresszus döntése alapján a kongresszus átvette a kétéves ülésezés gyakorlatát, tehát a szenátorokat hat évre választják, s a szenátorok 3 osztályba kerültek beosztásra, amelyekből két évente egyet újraválasztanak. Ezzel egy időben történik meg a teljes képviselőház megválasztása.
A kongresszus két ülésszakot tartott:
- 1. ülésszak: 1864. május 2. - 1864. június 14.
- 2. ülésszak: 1864. november 7. - 1865. március 18.

## A kongresszus vezetése

### Szenátus
- A szenátus elnöke: Alexander Stephens, az Amerikai Konföderációs Államok alelnöke
- A szenátus pro tempore elnöke: Robert Mercer Taliaferro Hunter
- A szenátus titkára: John H. Nass[1]

### Képviselőház
- A képviselőház elnöke: Thomas Stanley Bocock
- A képviselőház pro tempore elnöke: William Parish Chilton

## A szenátus tagjai

### Alabama

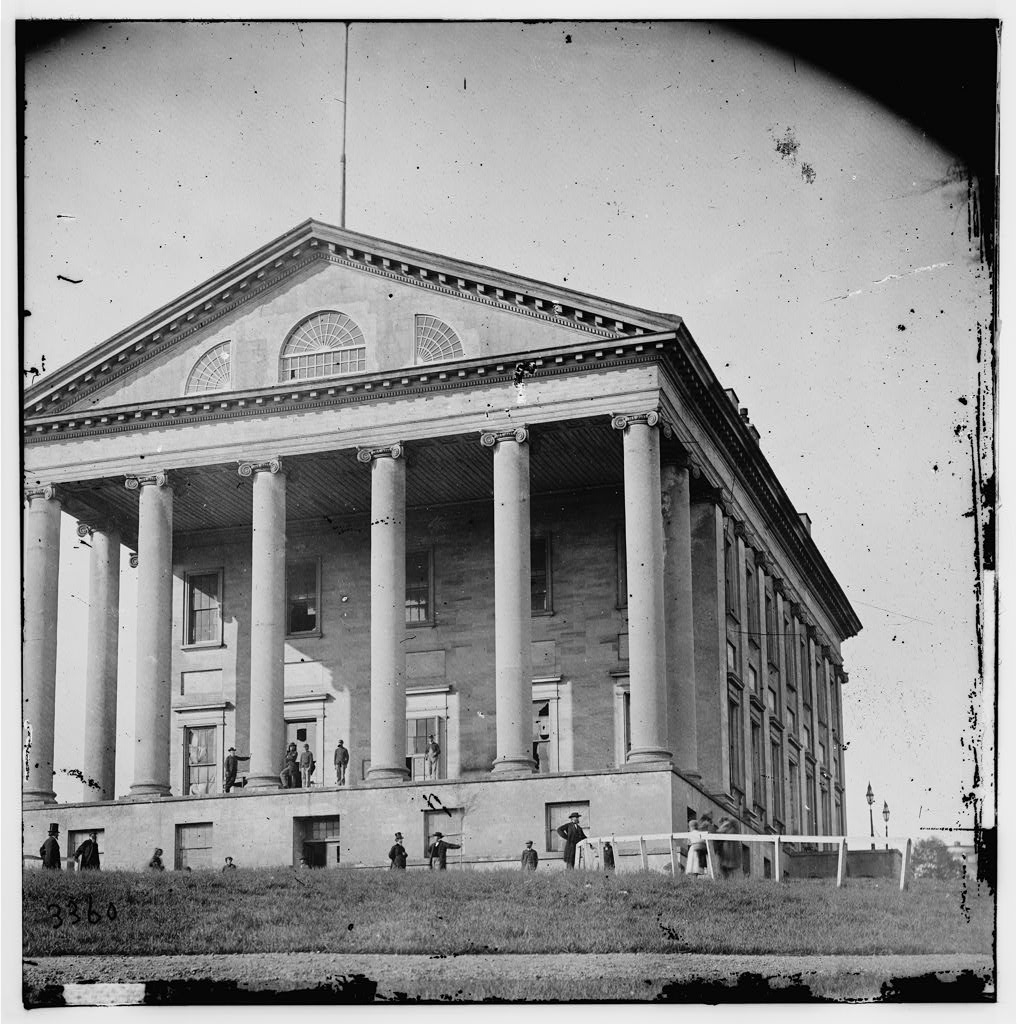
A kongresszus richmondi székhelye

| Kép | Szenátor             | Osztály | Hivatali idő                          | Megjegyzés | Kongresszusi tagság | Kongresszusi tagság |
| Kép | Szenátor             | Osztály | Hivatali idő                          | Megjegyzés | ideiglenes          | első                |
| --- | -------------------- | ------- | ------------------------------------- | ---------- | ------------------- | ------------------- |
|     | Robert Jemison, Jr.  | 3.      | 1864. február 18. - 1865. március 18. |            |                     | szenátor            |
|     | Richard Wilde Walker | 1.      | 1864. február 18. - 1865. március 18. |            | képviselő           |                     |

### Arkansas
| Kép | Szenátor              | Osztály | Hivatali idő                             | Megjegyzés | Kongresszusi tagság | Kongresszusi tagság |
| Kép | Szenátor              | Osztály | Hivatali idő                             | Megjegyzés | ideiglenes          | első                |
| --- | --------------------- | ------- | ---------------------------------------- | --- | ------------------- | ------------------- |
|     | Robert Ward Johnson   | 1.      | 1864. február 18. - 1865. március 18.    | Az USA képviselőházának tagja Arkansas képviseletében (1847-1853) Az USA szenátusának tagja Arkansas képviseletében (1853-1861) Az Amerikai Konföderációs Államok ideiglenes kongresszusa delegátusa (1861-1862) |                     | szenátor            |
|     | Charles B. Mitchel    | 3.      | 1864. február 18. - 1864. szeptember 20. | Elhunyt hivatali ideje alatt Az USA szenátusának tagja Arkansas képviseletében (1861) |                     | szenátor            |
|     | Augustus Hill Garland | 3.      | 1864. november 8. - 1865. március 18.    | Charles B. Mitchel helyett Arkansas kormányzója (1874 – 1877) Az USA szenátusának tagja Arkansas képviseletében (1877 – 1885) Az USA legfőbb ügyésze (1885 – 1889)                                               | delegált            | képviselő           |

### Dél-Karolina
| Kép | Szenátor                 | Osztály | Hivatali idő                          | Megjegyzés | Kongresszusi tagság | Kongresszusi tagság |
| Kép | Szenátor                 | Osztály | Hivatali idő                          | Megjegyzés | ideiglenes          | első                |
| --- | ------------------------ | ------- | ------------------------------------- | --- | ------------------- | ------------------- |
|     | Robert Woodward Barnwell | 2.      | 1864. február 18. - 1865. március 18. | Az USA képviselőházának tagja Dél-Karolina képviseletében (1829–1833) Az USA szenátusának tagja Dél-Karolina képviseletében (1850) | képviselő           | szenátor            |
|     | James Lawrence Orr       | 3.      | 1864. február 18. - 1865. március 18. | Az USA képviselőházának tagja Dél-Karolina képviseletében (1849–1859) Az Amerikai Egyesült Államok Kongresszusának képviselőházi elnöke (1857–1859) Dél-Karolina kormányzója (1865–1868) Az USA nagykövete az Orosz Birodalomban (1872–1873) | képviselő           | szenátor            |

### Észak-Karolina
| Kép | Szenátor                  | Osztály | Hivatali idő                          | Megjegyzés | Kongresszusi tagság | Kongresszusi tagság |
| Kép | Szenátor                  | Osztály | Hivatali idő                          | Megjegyzés | ideiglenes          | első                |
| --- | ------------------------- | ------- | ------------------------------------- | --- | ------------------- | ------------------- |
|     | William Theophilus Dortch | 2.      | 1864. február 18. - 1865. március 18. | |                     | szenátor            |
|     | William Alexander Graham  | 1.      | 1864. február 18. - 1865. március 18. | Az USA szenátusának tagja Észak-Karolina képviseletében (1840–1843) Észak-Karolina kormányzója (1845–1849) Az USA hadügyminisztere (1850–1852) |                     |                     |

### Florida
| Kép | Szenátor               | Osztály | Hivatali idő                          | Megjegyzés                                                       | Kongresszusi tagság | Kongresszusi tagság |
| Kép | Szenátor               | Osztály | Hivatali idő                          | Megjegyzés                                                       | ideiglenes          | első                |
| --- | ---------------------- | ------- | ------------------------------------- | ---------------------------------------------------------------- | ------------------- | ------------------- |
|     | James McNair Baker     | 1.      | 1864. február 18. - 1865. március 18. |                                                                  |                     | szenátor            |
|     | Augustus Emmet Maxwell | 2.      | 1864. február 18. - 1865. március 18. | Az USA képviselőházának tagja Florida képviseletében (1853–1857) |                     | szenátor            |

### Georgia
| Kép | Szenátor                   | Osztály | Hivatali idő                          | Megjegyzés | Kongresszusi tagság | Kongresszusi tagság |
| Kép | Szenátor                   | Osztály | Hivatali idő                          | Megjegyzés | ideiglenes          | első                |
| --- | -------------------------- | ------- | ------------------------------------- | --- | ------------------- | ------------------- |
|     | Benjamin Harvey Hill       | 3.      | 1864. február 18. - 1865. március 18. | Az USA képviselőházának tagja Georgia képviseletében (1875–1877) Az USA szenátusának tagja Georgia képviseletében (1877–1882) | képviselő           | szenátor            |
|     | Herschel Vespasian Johnson | 1.      | 1864. február 18. - 1865. március 18. | Az USA szenátusának tagja Georgia képviseletében (1848–1849) Georgia kormányzója (1853–1857)                                  |                     | szenátor            |

### Kentucky
| Kép | Szenátor                | Osztály | Hivatali idő                          | Megjegyzés                                                        | Kongresszusi tagság | Kongresszusi tagság |
| Kép | Szenátor                | Osztály | Hivatali idő                          | Megjegyzés                                                        | ideiglenes          | első                |
| --- | ----------------------- | ------- | ------------------------------------- | ----------------------------------------------------------------- | ------------------- | ------------------- |
|     | Henry Cornelius Burnett | 3.      | 1864. február 18. - 1865. március 18. | Az USA képviselőházának tagja Kentucky képviseletében (1855–1861) |                     | szenátor            |
|     | William Emmet Simms     | 1.      | 1864. február 18. - 1865. március 18. | Az USA képviselőházának tagja Kentucky képviseletében (1859–1861) |                     | szenátor            |

### Louisiana
| Kép | Szenátor              | Osztály | Hivatali idő                          | Megjegyzés | Kongresszusi tagság | Kongresszusi tagság |
| Kép | Szenátor              | Osztály | Hivatali idő                          | Megjegyzés | ideiglenes          | első                |
| --- | --------------------- | ------- | ------------------------------------- | ---------- | ------------------- | ------------------- |
|     | Thomas Jenkins Semmes | 2.      | 1864. február 18. - 1865. március 18. |            |                     | szenátor            |
|     | Edward Sparrow        | 3.      | 1864. február 18. - 1865. március 18. |            |                     | szenátor            |

### Mississippi
| Kép | Szenátor                  | Osztály | Hivatali idő                          | Megjegyzés | Kongresszusi tagság | Kongresszusi tagság |
| Kép | Szenátor                  | Osztály | Hivatali idő                          | Megjegyzés | ideiglenes          | első                |
| --- | ------------------------- | ------- | ------------------------------------- | --- | ------------------- | ------------------- |
|     | Albert Gallatin Brown     | 2.      | 1864. február 18. - 1865. március 18. | Az USA képviselőházának tagja Mississippi képviseletében (1839 – 1841; 1847–1853) Mississippi kormányzója (1844–1848) Az USA szenátusának tagja Mississippi képviseletében (1854–1861) |                     | szenátor            |
|     | John William Clark Watson | 1       | 1864. február 18. - 1865. március 18. | |                     |                     |

### Missouri
| Kép | Szenátor             | Osztály | Hivatali idő                          | Megjegyzés                                                                                        | Kongresszusi tagság | Kongresszusi tagság |
| Kép | Szenátor             | Osztály | Hivatali idő                          | Megjegyzés                                                                                        | ideiglenes          | első                |
| --- | -------------------- | ------- | ------------------------------------- | ------------------------------------------------------------------------------------------------- | ------------------- | ------------------- |
|     | Waldo Porter Johnson | 2.      | 1864. február 18. - 1865. március 18. | Robert Ludwell Yates Peyton helyett Az USA szenátusának tagja Missouri képviseletében (1861–1862) |                     | szenátor            |
|     | George Graham Vest   | 1.      | 1864. február 18. - 1865. március 18. | Széküresedés után Az USA szenátusának tagja Missouri képviseletében (1879–1903)                   | delegált            | képviselő           |

### Tennessee
| Kép | Szenátor                     | Osztály | Hivatali idő                          | Megjegyzés | Kongresszusi tagság | Kongresszusi tagság |
| Kép | Szenátor                     | Osztály | Hivatali idő                          | Megjegyzés | ideiglenes          | első                |
| --- | ---------------------------- | ------- | ------------------------------------- | ---------- | ------------------- | ------------------- |
|     | Landon Carter Haynes         | 3.      | 1864. február 18. - 1865. március 18. |            |                     | szenátor            |
|     | Gustavus Adolphus Henry, Sr. | 2.      | 1864. február 18. - 1865. március 18. |            |                     | szenátor            |

### Texas
| Kép | Szenátor                    | Osztály | Hivatali idő                          | Megjegyzés                                                 | Kongresszusi tagság | Kongresszusi tagság |
| Kép | Szenátor                    | Osztály | Hivatali idő                          | Megjegyzés                                                 | ideiglenes          | első                |
| --- | --------------------------- | ------- | ------------------------------------- | ---------------------------------------------------------- | ------------------- | ------------------- |
|     | William Simpson Oldham, Sr. | 3.      | 1864. február 18. - 1865. március 18. |                                                            |                     | szenátor            |
|     | Louis Trezevant Wigfall     | 2.      | 1864. február 18. - 1865. március 18. | Az USA szenátusának tagja Texas képviseletében (1859–1861) |                     | szenátor            |

### Virginia
| Kép | Szenátor                        | Osztály | Hivatali idő                          | Megjegyzés | Kongresszusi tagság | Kongresszusi tagság |
| Kép | Szenátor                        | Osztály | Hivatali idő                          | Megjegyzés | ideiglenes          | első                |
| --- | ------------------------------- | ------- | ------------------------------------- | --- | ------------------- | ------------------- |
|     | Robert Mercer Taliaferro Hunter | 3.      | 1864. február 18. - 1865. március 18. | Az USA képviselőházának tagja Virginia képviseletében (1837–1843; 1845–1847) Az Amerikai Egyesült Államok Kongresszusának képviselőházi elnöke (1839–1841) Az USA szenátusának tagja Virginia képviseletében (1847–1861) Az Amerikai Konföderációs Államok államtitkára (1861–1862) A Konföderáció szenátusának pro tempore elnöke (1862–1865) |                     | szenátor            |
|     | Allen T. Caperton               | 2.      | 1864. február 18. - 1865. március 18. | William Ballard Preston helyett Az USA szenátusának tagja Nyugat-Virginia képviseletében (1875–1876) |                     | szenátor            |

## A képviselőház tagjai

### Képviselőház szavazati joggal rendelkező tagjai

#### Alabama
| Körzet | Kép          | Képviselő                   | Hivatali idő                          | Megjegyzés | Kongresszusi tagság | Kongresszusi tagság |
| Körzet | Kép          | Képviselő                   | Hivatali idő                          | Megjegyzés | Ideiglenes          | első                |
| ------ | ------------ | --------------------------- | ------------------------------------- | --- | ------------------- | ------------------- |
| 1.     |              | Thomas Jefferson Foster     | 1864. február 18. - 1865. március 18. | |                     | képviselő           |
| 2.     |              | William Russell Smith       | 1864. február 18. - 1865. március 18. | Az USA szenátusának tagja (Alabama képviseletében) (1851–1857)                                                                           |                     | képviselő           |
| 3.     | Széküresedés | Széküresedés                |                                       | Bár megválasztották Williamson Robert Winfield Cobbot, de mivel közismerten USA-párti volt, ezért nem engedték, hogy betöltse hivatalát. |                     |                     |
| 4.     |              | Marcus Henderson Cruikshank | 1864. február 18. - 1865. március 18. | |                     |                     |
| 5.     |              | Francis Strother Lyon       | 1864. február 18. - 1865. március 18. | Az USA képviselőházának tagja (Alabama képviseletében) (1835-1839)                                                                       |                     | képviselő           |
| 6.     |              | William Parish Chilton, Sr. | 1864. február 18. - 1865. március 18. | | képviselő           | képviselő           |
| 7.     |              | David Clopton               | 1864. február 18. - 1865. március 18. | Az USA képviselőházának tagja (Alabama képviseletében) (1859-1861)                                                                       |                     | képviselő           |
| 8.     |              | James L. Pugh               | 1864. február 18. - 1865. március 18. | Az USA képviselőházának tagja (Alabama képviseletében) (1859 – 1861) Az USA szenátusának tagja (Alabama képviseletében) (1880 – 1897)    |                     | képviselő           |
| 9.     |              | James Shelton Dickinson     | 1864. február 18. - 1865. március 18. | |                     |                     |

#### Arkansas
| Körzet | Kép | Képviselő                | Hivatali idő                          | Megjegyzés | Kongresszusi tagság | Kongresszusi tagság |
| Körzet | Kép | Képviselő                | Hivatali idő                          | Megjegyzés | Ideiglenes          | első                |
| ------ | --- | ------------------------ | ------------------------------------- | --- | ------------------- | ------------------- |
| 1.     |     | Felix Ives Batson        | 1864. február 18. - 1865. március 18. | |                     | képviselő           |
| 2.     |     | Rufus King Garland, Jr.  | 1864. február 18. - 1865. március 18. | |                     |                     |
| 3.     |     | Augustus Hill Garland    | 1864. február 18. - 1864. november 8. | Lemondott, miután szenátornak választották Arkansas kormányzója (1874 – 1877) Az USA szenátusának tagja Arkansas képviseletében (1877 – 1885) Az USA főállamügyésze (1885 – 1889) | delegált            | képviselő           |
| 3.     |     | David Williamson Carroll | 1865. január 11 - 1865. március 18.   | Augustus Hill Garland helyett megválasztva 1964. október 24-én |                     |                     |
| 4.     |     | Thomas Burton Hanly      | 1864. február 18. - 1865. március 18. | |                     | képviselő           |

#### Dél-Karolina
| Körzet | Kép | Képviselő                     | Hivatali idő                          | Megjegyzés                                                                                         | Kongresszusi tagság | Kongresszusi tagság |
| Körzet | Kép | Képviselő                     | Hivatali idő                          | Megjegyzés                                                                                         | Ideiglenes          | első                |
| ------ | --- | ----------------------------- | ------------------------------------- | -------------------------------------------------------------------------------------------------- | ------------------- | ------------------- |
| 1.     |     | James Hervey Witherspoon, Jr. | 1864. február 18. - 1865. március 18. | |                     |                     |
| 2.     |     | William Porcher Miles         | 1864. február 18. - 1865. március 18. | Az USA képviselőházának tagja Dél-Karolina képviseletében (1857–1860)                              | képviselő           | képviselő           |
| 3.     |     | Lewis Malone Ayer, Jr.        | 1864. február 18. - 1865. március 18. | |                     | képviselő           |
| 4.     |     | William Dunlap Simpson        | 1864. február 18. - 1865. március 18. | Dél-Karolina kormányzója (1879–1880)                                                               |                     | képviselő           |
| 5.     |     | James Farrow                  | 1864. február 18. - 1865. március 18. | Az USA képviselőházának megválasztott, de be nem iktatott tagja Dél-Karolina képviseletében (1865) |                     | képviselő           |
| 6.     |     | William Waters Boyce          | 1864. február 18. - 1865. március 18. | Az USA képviselőházának tagja Dél-Karolina képviseletében (1853–1860)                              | képviselő           | képviselő           |

#### Észak-Karolina
| Körzet | Kép | Képviselő                    | Hivatali idő                          | Megjegyzés | Kongresszusi tagság | Kongresszusi tagság |
| Körzet | Kép | Képviselő                    | Hivatali idő                          | Megjegyzés | Ideiglenes          | első                |
| ------ | --- | ---------------------------- | ------------------------------------- | --- | ------------------- | ------------------- |
| 1.     |     | William Nathan Harrell Smith | 1864. február 18. - 1865. március 18. | Az USA képviselőházának tagja Észak-Karolina képviseletében (1859–1861)                                                                                               |                     | képviselő           |
| 2.     |     | Robert Rufus Bridgers        | 1864. február 18. - 1865. március 18. | |                     | képviselő           |
| 3.     |     | James Thomas Leach           | 1864. február 18. - 1865. március 18. | |                     |                     |
| 4.     |     | Thomas Charles Fuller        | 1864. február 18. - 1865. március 18. | |                     |                     |
| 5.     |     | Josiah Turner                | 1864. február 18. - 1865. március 18. | |                     |                     |
| 6.     |     | John Adams Gilmer            | 1864. február 18. - 1865. március 18. | Az USA képviselőházának tagjaÉszak-Karolina képviseletében (1857–1861)                                                                                                |                     |                     |
| 7.     |     | James Madison Leach          | 1864. február 18. - 1865. március 18. | Az eredetileg megválasztott Samuel H. Christian elhunyt, mielőtt beiktatták volna. Az USA képviselőházának tagja Észak-Karolina képviseletében (1859–1861; 1871–1875) |                     |                     |
| 8.     |     | James Graham Ramsay          | 1864. február 18. - 1865. március 18. | |                     |                     |
| 9.     |     | Burgess Sidney Gaither       | 1864. február 18. - 1865. március 18. | |                     | képviselő           |
| 10.    |     | George Washington Logan      | 1864. február 18. - 1865. március 18. | |                     |                     |

#### Florida
| Körzet | Kép | Képviselő                | Hivatali idő                          | Megjegyzés | Kongresszusi tagság | Kongresszusi tagság |
| Körzet | Kép | Képviselő                | Hivatali idő                          | Megjegyzés | Ideiglenes          | első                |
| ------ | --- | ------------------------ | ------------------------------------- | ---------- | ------------------- | ------------------- |
| 1.     |     | Samuel St. George Rogers | 1864. február 18. - 1865. március 18. |            |                     |                     |
| 2.     |     | Robert Benjamin Hilton   | 1864. február 18. - 1865. március 18. |            |                     | képviselő           |

#### Georgia
| Körzet | Kép | Képviselő             | Hivatali idő                          | Megjegyzés                                                                  | Kongresszusi tagság | Kongresszusi tagság |
| Körzet | Kép | Képviselő             | Hivatali idő                          | Megjegyzés                                                                  | Ideiglenes          | első                |
| ------ | --- | --------------------- | ------------------------------------- | --------------------------------------------------------------------------- | ------------------- | ------------------- |
| 1.     |     | Julian Hartridge      | 1864. február 18. - 1865. március 18. | Az USA képviselőházának tagja Georgia képviseletében (1875-1879)            |                     | képviselő           |
| 2.     |     | William Ephraim Smith | 1864. február 18. - 1865. március 18. | Az USA képviselőházának tagja Georgia képviseletében (1875-1881)            |                     |                     |
| 3.     |     | Mark Harden Blandford | 1864. február 18. - 1865. március 18. |                                                                             |                     |                     |
| 4.     |     | Clifford Anderson     | 1864. február 18. - 1865. március 18. |                                                                             |                     |                     |
| 5.     |     | John Troup Shewmake   | 1864. február 18. - 1865. március 18. |                                                                             |                     |                     |
| 6.     |     | Joseph Hubbard Echols | 1864. február 18. - 1865. március 18. |                                                                             |                     |                     |
| 7.     |     | James Milton Smith    | 1864. február 18. - 1865. március 18. | Georgia kormányzója (1872–1877)                                             |                     |                     |
| 8.     |     | George Nelson Lester  | 1864. február 18. - 1865. március 18. |                                                                             |                     |                     |
| 9.     |     | Hiram Parks Bell      | 1864. február 18. - 1865. március 18. | Az USA képviselőházának tagja Georgia képviseletében (1873-1875; 1877-1879) |                     |                     |
| 10.    |     | Warren Akin, Sr.      | 1864. február 18. - 1865. március 18. |                                                                             |                     |                     |

#### Kentucky
| Körzet | Kép | Képviselő                  | Hivatali idő                          | Megjegyzés                                                                   | Kongresszusi tagság | Kongresszusi tagság |
| Körzet | Kép | Képviselő                  | Hivatali idő                          | Megjegyzés                                                                   | Ideiglenes          | első                |
| ------ | --- | -------------------------- | ------------------------------------- | ---------------------------------------------------------------------------- | ------------------- | ------------------- |
| 1.     |     | Willis Benson Machen       | 1864. február 18. - 1865. március 18. | Az USA szenátusának tagja Kentucky képviseletében (1872–1873)                |                     | képviselő           |
| 2.     |     | George Washington Triplett | 1864. február 18. - 1865. március 18. |                                                                              |                     |                     |
| 3.     |     | Henry English Read         | 1864. február 18. - 1865. március 18. |                                                                              |                     | képviselő           |
| 4.     |     | George Washington Ewing    | 1864. február 18. - 1865. március 18. |                                                                              | delegált            | képviselő           |
| 5.     |     | James Chrisman             | 1864. február 18. - 1865. március 18. | Az USA szenátusának tagja Kentucky képviseletében (1853–1855)                |                     | képviselő           |
| 6.     |     | Theodore Legrand Burnett   | 1864. február 18. - 1865. március 18. |                                                                              | delegált            | képviselő           |
| 7.     |     | Horatio Washington Bruce   | 1864. február 18. - 1865. március 18. |                                                                              |                     | képviselő           |
| 8.     |     | Humphrey Marshall          | 1864. február 18. - 1865. március 18. | Az USA képviselőházának tagja Kentucky képviseletében (1849-1852; 1855-1859) |                     |                     |
| 9.     |     | Eli Metcalfe Bruce         | 1864. február 18. - 1865. március 18. |                                                                              |                     | képviselő           |
| 10.    |     | James William Moore        | 1864. február 18. - 1865. március 18. |                                                                              |                     | képviselő           |
| 11.    |     | Benjamin Franklin Bradley  | 1864. február 18. - 1865. március 18. |                                                                              |                     |                     |
| 12.    |     | John Milton Elliott        | 1864. február 18. - 1865. március 18. |                                                                              | delegált            | képviselő           |

#### Louisiana
| Körzet | Kép | Képviselő               | Hivatali idő                            | Megjegyzés | Kongresszusi tagság | Kongresszusi tagság |
| Körzet | Kép | Képviselő               | Hivatali idő                            | Megjegyzés | Ideiglenes          | első                |
| ------ | --- | ----------------------- | --------------------------------------- | --- | ------------------- | ------------------- |
| 1.     |     | Charles Jacques Villeré | 1864. február 18. - 1865. március 18.   | |                     | képviselő           |
| 2.     |     | Charles Magill Conrad   | 1864. február 18. - 1865. március 18.   | Az USA szenátusának tagja Louisiana képviseletében (1842–1843) Az USA képviselőházának tagja Louisiana képviseletében (1849–1850) Az USA hadügyi államtitkára (1850–1853) | képviselő           | képviselő           |
| 3.     |     | Duncan Farrar Kenner    | 1864. február 18. - 1865. március 18.   | Az Amerikai Konföderációs Államok vezető diplomatája az Egyesült Királyságban és Franciaországban (1864)                                                                  | képviselő           | képviselő           |
| 4.     |     | Lucius Jacques Dupré    | 1864. február 18. - 1865. március 18.   | |                     | képviselő           |
| 5.     |     | Benjamin Lewis Hodge    | 1864. február 18. - 1864. augusztus 12. | Elhunyt hivatali ideje alatt |                     |                     |
| 5.     |     | Henry Gray              | 1864. december 28. - 1865. március 18.  | Benjamin Lewis Hodge helyett |                     |                     |
| 6.     |     | John Perkins, Jr.       | 1864. február 18. - 1865. március 18.   | Az USA képviselőházának tagja Louisiana képviseletében (1853 – 1855) | képviselő           | képviselő           |

#### Mississippi
| Körzet | Kép | Képviselő              | Hivatali idő                          | Megjegyzés                                                                                            | Kongresszusi tagság | Kongresszusi tagság |
| Körzet | Kép | Képviselő              | Hivatali idő                          | Megjegyzés                                                                                            | Ideiglenes          | első                |
| ------ | --- | ---------------------- | ------------------------------------- | --- | ------------------- | ------------------- |
| 1.     |     | Jehu Amaziah Orr       | 1864. február 18. - 1865. március 18. | |                     |                     |
| 2.     |     | William Dunbar Holder  | 1864. február 18. - 1865. március 18. | |                     | képviselő           |
| 3.     |     | Israel Victor Welch    | 1864. február 18. - 1865. március 18. | |                     | képviselő           |
| 4.     |     | Henry Cousins Chambers | 1864. február 18. - 1865. március 18. | |                     | képviselő           |
| 5.     |     | Otho Robards Singleton | 1864. február 18. - 1865. március 18. | Az USA képviselőházának tagja Mississippi képviseletében (1853–1855; 1857–1861; 1875–1883; 1883–1887) |                     | képviselő           |
| 6.     |     | Ethelbert Barksdale    | 1864. február 18. - 1865. március 18. | Az USA képviselőházának tagja Mississippi képviseletében (1883-1887)                                  |                     | képviselő           |
| 7.     |     | John Tillman Lamkin    | 1864. február 18. - 1865. március 18. | |                     |                     |

#### Missouri
| Körzet                                                                                               | Kép | Képviselő               | Hivatali idő                          | Megjegyzés                                                                                                  | Kongresszusi tagság | Kongresszusi tagság |
| Körzet                                                                                               | Kép | Képviselő               | Hivatali idő                          | Megjegyzés                                                                                                  | Ideiglenes          | első                |
| --- | --- | ----------------------- | ------------------------------------- | --- | ------------------- | ------------------- |
| 1.                                                                                                   |     | Thomas Lowndes Snead    | 1864. február 18. - 1865. március 18. | |                     |                     |
| 2.                                                                                                   |     | Nimrod Lindsay Norton   | 1864. február 18. - 1865. március 18. | |                     |                     |
| 3.                                                                                                   |     | John Bullock Clark, Sr. | 1864. február 18. - 1865. március 18. | Az USA képviselőházának tagjaMissouri képviseletében (1857–1861)                                            |                     | szenátor            |
| 4.                                                                                                   |     | Aaron H. Conrow         | 1864. február 18. - 1865. március 18. | | delegált            | képviselő           |
| 5.                                                                                                   |     | George Graham Vest      | 1864. február 18. - 1865. január 12.  | Lemondott, miután megválasztották szenátornak Az USA szenátusának tagja Missouri képviseletében (1879–1903) | delegált            | képviselő           |
| 6.                                                                                                   |     | Peter Singleton Wilkes  | 1864. február 18. - 1865. március 18. | |                     |                     |
| 7.                                                                                                   |     | Robert Anthony Hatcher  | 1864. február 18. - 1865. március 18. | Az USA képviselőházának tagjaMissouri képviseletében (1873–1879)                                            |                     |                     |
| Missourinak 13 képviselői hely járt volna, de hatot a kongresszus fennállása alatt nem töltöttek be. |     |                         |                                       | |                     |                     |

#### Tennessee
| Körzet | Kép | Képviselő                  | Hivatali idő                          | Megjegyzés | Kongresszusi tagság | Kongresszusi tagság |
| Körzet | Kép | Képviselő                  | Hivatali idő                          | Megjegyzés | Ideiglenes          | első                |
| ------ | --- | -------------------------- | ------------------------------------- | --- | ------------------- | ------------------- |
| 1.     |     | Joseph Brown Heiskell      | 1864. február 18. - 1865. március 18. | |                     | képviselő           |
| 2.     |     | William Graham Swan        | 1864. február 18. - 1865. március 18. | |                     | képviselő           |
| 3.     |     | Arthur St. Clair Colyar    | 1864. február 18. - 1865. március 18. | |                     |                     |
| 4.     |     | John Porry Murray          | 1864. február 18. - 1865. március 18. | |                     |                     |
| 5.     |     | Henry Stuart Foote         | 1864. február 18. - 1865. március 18. | A teljes időszak alatt Kanadában tartózkodott Az USA szenátusának tagja Mississippi képviseletében (1847–1852) Mississippi kormányzója (1852–1854) |                     | képviselő           |
| 6.     |     | Edwin Augustus Keeble      | 1864. február 18. - 1865. március 18. | |                     |                     |
| 7.     |     | James McCallum             | 1864. február 18. - 1865. március 18. | |                     |                     |
| 8.     |     | Thomas Menees              | 1864. február 18. - 1865. március 18. | |                     | képviselő           |
| 9.     |     | John DeWitt Clinton Atkins | 1864. február 18. - 1865. március 18. | Az USA képviselőházának tagja Tennessee képviseletében (1857-1859; 1873-1883)                                                                      | delegált            | képviselő           |
| 10.    |     | John Vines Wright          | 1864. február 18. - 1865. március 18. | Az USA képviselőházának tagja Tennessee képviseletében (1855-1861)                                                                                 |                     | képviselő           |
| 11.    |     | Michael Walsh Cluskey      | 1864. február 18. - 1865. március 18. | Az eredetileg megválasztott, és beiktatás előtt elhunyt David Maney Currin helyett                                                                 |                     |                     |

#### Texas
| Körzet | Kép | Képviselő               | Hivatali idő                          | Megjegyzés                                                         | Kongresszusi tagság | Kongresszusi tagság |
| Körzet | Kép | Képviselő               | Hivatali idő                          | Megjegyzés                                                         | Ideiglenes          | első                |
| ------ | --- | ----------------------- | ------------------------------------- | ------------------------------------------------------------------ | ------------------- | ------------------- |
| 1.     |     | Stephen Heard Darden    | 1864. augusztus - 1865. március 18.   | Az eredetileg megválasztott John Allen Wilcox helyett              |                     |                     |
| 2.     |     | Caleb Claiborne Herbert | 1864. február 18. - 1865. március 18. |                                                                    |                     | képviselő           |
| 3.     |     | Anthony Martin Branch   | 1864. február 18. - 1865. március 18. |                                                                    |                     |                     |
| 4.     |     | Franklin Barlow Sexton  | 1864. február 18. - 1865. március 18. |                                                                    |                     | képviselő           |
| 5.     |     | John Robert Baylor      | 1864. február 18. - 1865. március 18. | Arizonai terület kormányzója (a konföderáció részéről) (1861-1862) |                     |                     |
| 6.     |     | Simpson Harris Morgan   | 1864. február 18. - 1865. március 18. |                                                                    |                     |                     |

#### Virginia
| Körzet | Kép | Képviselő                         | Hivatali idő                          | Megjegyzés | Kongresszusi tagság | Kongresszusi tagság |
| Körzet | Kép | Képviselő                         | Hivatali idő                          | Megjegyzés | Ideiglenes          | első                |
| ------ | --- | --------------------------------- | ------------------------------------- | --- | ------------------- | ------------------- |
| 1.     |     | Robert Latane Montague            | 1864. február 18. - 1865. március 18. | |                     |                     |
| 2.     |     | Robert Henry Whitfield            | 1864. február 18. - 1865. március 2.  | Lemondott hivataláról, helyét nem töltötték be. |                     |                     |
| 3.     |     | Williams Carter Wickham           | 1864. február 18. - 1865. március 18. | |                     |                     |
| 4.     |     | Thomas Saunders Gholson           | 1864. február 18. - 1865. március 18. | |                     |                     |
| 5.     |     | Thomas Salem Bocock               | 1864. február 18. - 1865. március 18. | Az USA képviselőházának tagja Virginia képviseletében (1847–1861) Az Amerikai Konföderációs Államok kongresszusának képviselőházi elnöke (1862–1865) | delegált            | képviselő           |
| 6.     |     | John Goode, Jr.                   | 1864. február 18. - 1865. március 18. | Az USA képviselőházának tagja Virginia képviseletében (1875–1881) Az Egyesült Államok jogi képviselője (Solicitor General of the United States) (1885–1886) |                     | képviselő           |
| 7.     |     | William Cabell Rives              | 1864. február 18. - 1865. március 2.  | Lemondott hivataláról, helyét nem töltötték be. Az USA képviselőházának tagja Virginia képviseletében (1823–1829) Az USA szenátusának tagja Virginia képviseletében (1832–1834; 1836–1839; 1841–1845) Az USA-t képviselő miniszter Franciaországban (1829–1832; 1849–1853) | delegált            |                     |
| 8.     |     | Daniel Coleman DeJarnette, Sr.    | 1864. február 18. - 1865. március 18. | Az USA képviselőházának tagja Virginia képviseletében (1859–1861) |                     | képviselő           |
| 9.     |     | David Funsten                     | 1864. február 18. - 1865. március 18. | William "Extra Billy" Smith helyett |                     | képviselő           |
| 10.    |     | Frederick William Mackey Holliday | 1864. február 18. - 1865. március 18. | Virginia kormányzója (1878–1882) |                     |                     |
| 11.    |     | John Brown Baldwin                | 1864. február 18. - 1865. március 18. | |                     | képviselő           |
| 12.    |     | Waller Redd Staples               | 1864. február 18. - 1865. március 18. | | delegált            | képviselő           |
| 13.    |     | LaFayette McMullen                | 1864. február 18. - 1865. március 18. | Az USA képviselőházának tagjaVirginia képviseletében (1859–1857) Washingtoni terület kormányzója (1857–1859) |                     |                     |
| 14.    |     | Samuel Augustine Miller           | 1864. február 18. - 1865. március 18. | |                     | képviselő           |
| 15.    |     | Robert Johnston                   | 1864. február 18. - 1865. március 18. | | delegált            | képviselő           |
| 16.    |     | Charles Wells Russell             | 1864. február 18. - 1865. március 18. | | delegált            | képviselő           |

### A kongresszus szavazati joggal nem rendelkező delegátusai
| Terület neve                       | Kép | Delegált                 | Hivatali idő                          | Megjegyzés | Kongresszusi tagság | Kongresszusi tagság |
| Terület neve                       | Kép | Delegált                 | Hivatali idő                          | Megjegyzés | Ideiglenes          | első                |
| ---------------------------------- | --- | ------------------------ | ------------------------------------- | ---------- | ------------------- | ------------------- |
| Arizona terület                    |     | Marcus H. MacWillie      | 1864. február 18. - 1865. március 18. |            |                     | delegált            |
| Cserokik                           |     | Elias Cornelius Boudinot | 1864. február 18. - 1865. március 18. |            | delegált            | delegált            |
| Krík indiánok és Szeminol indiánok |     | Samuel Benton Callahan   | 1864. február 18. - 1865. március 18. |            |                     |                     |